# アフラハト
アフラハト（英: Aphrahat, 270年-345年）は、メソポタミアの北部アディアベネのシリア教父。著作は死後に知られるようになる。
ペルシャの賢者（シリア語：ܚܟܝܡܐܦܪܣܝܐ、ḥakkîmâp̄ārsāyā）とも呼ばれる。ローマ帝国の東側の境界を越えた地域における、初期キリスト教の姿を今日に伝えてくれている。

## 解説について
アフラハトは、23の『解説』を著した。それらは単純な散文の形式であるが、しばしば表現には詩的なリズムとイメージで表現されている。
1–22の『解説』は、シリア語のアルファベット（22文字ある）のそれぞれの文字で始まる。

これらの『解説』は、すべてが一度に著された訳ではなく、3つの異なる時期に著されたと考えられる。最初の10節は西暦紀元337年までに、迫害、秩序及びキリスト教的生活について記述されている。
11–22節は344年までの著作である。
上記はいずれもキリスト教について書かれているが、うち4つの『解説』は、ユダヤ教ついても言及がある。それは、（現地の旧宗教である）ユダヤ教とキリスト教の間の関係・影響についてである。 

アフラハトは割礼、過越と安息日の意味を説明することによって、その立場（ユダヤの伝統を受け継ぐキリスト教徒という立場）を表している。
第23の『解説』は初期の作品の（上述の）アルファベット形式ではなく、恐らくアフラハトの人生の終わり近くにの著作であると思われる。

## 翻訳について
『解説』は、もともとシリア語で著されていたが、すぐ他の言語に翻訳された。 

## 解説の表題
以下『Demonstration』とあるのは『解説』のこと。
1. Demonstration on faith — 解説の1–10節は恐らく336–7年の間に著された
2. Demonstration on charity
3. Demonstration on fasting
4. Demonstration on prayer
5. Demonstration on wars
6. Demonstration on members of the covenant (en)
7. Demonstration on penitents
8. Demonstration on resurrection
9. Demonstration on humility
10. Demonstration on pastors
11. Demonstration on circumcision (en) — 同上11–22節は344年までに著された
12. Demonstration on the Passover (en)
13. Demonstration on the Sabbath (en)
14. Demonstration on preaching
15. Demonstration on various foods
16. Demonstration on the call of the Gentiles
17. Demonstration on Jesus the Messiah
18. Demonstration on virginity
19. Demonstration on the dispersion of Israel
20. Demonstration on almsgiving
21. Demonstration on persecution
22. Demonstration on death and the last days
23. Demonstration concerning the grape — 23節は344–5年の冬に著された